# Otton Czuruk
Otton Czuruk (ur. 16 stycznia 1887 w Antonówce, zm. 5 lutego 1945 w Paryżu) – pułkownik dyplomowany piechoty inżynier Wojska Polskiego, kawaler Orderu Virtuti Militari.

## Życiorys
Otton Czuruk urodził się 16 stycznia 1887 w Antonówce w ówczesnym powiecie taraszczańskim na obszarze Imperium Rosyjskiego. Był synem Jerzego Ignacego Czuruka (oficer armii austriackiej, posądzony o szpiegostwo zbiegł pod Kijów, zostając plenipotentem w dobrch hr. Potockiego) i Franciszki z domu Bętkowskiej. Miał braci Bolesława (1881-1950, nauczyciel, tłumacz), Bronisława (1888–1943, urzędnik), Leona (inżynier-cukiernik w Siedlcach, podczas I wojny ewakuowany w głąb ZSRR, tam pozostał, w 1937 oskarżony o szpiegostwo oraz sabotaż i rozstrzelany przez NKWD), Karola (1893-1914, legionista poległy w bitwie pod Laskami), Edwarda (1895–1981, oficer Wojska Polskiego) oraz siostry Kazimierę, Jadwigę, Krystynę i Helenę.
Ukończył gimnazjum w Krakowie, następnie studiował na Politechnice Lwowskiej. W latach 1912–1914 dowodził kompanią podoficerską rzemieślniczą lwowskich Drużyn Bartoszowych. Podczas I wojny światowej służył w armii austriackiej, a potem w Legionach Polskich.
U kresu wojny brał udział w obronie Lwowa. Dekretem Wodza Naczelnego Józefa Piłsudskiego z 19 lutego 1919 jako były oficer armii austro-węgierskiej został przyjęty do Wojska Polskiego z dniem 1 stycznia 1918 wraz z zatwierdzeniem posiadanego stopnia porucznika ze starszeństwem z dniem 1 sierpnia 1917 i rozkazem z tego samego dnia 19 lutego 1919 Szefa Sztabu Generalnego płk. Stanisława Hallera został mianowany komendantem kompanii 14 pułku piechoty w Jarosławiu. Uczestniczył w obronie Lwowa. 28 października 1919 zawarł związek małżeński z Wandą Iwanowską (ur. 1890). 15 lipca 1920 został zatwierdzony z dniem 1 kwietnia 1920 w stopniu majora, w piechocie, w grupie oficerów byłej armii austro-węgierskiej. Za męstwo wykazane w walkach z bolszewikami odznaczony został Krzyżem Walecznych. 
3 maja 1922 został zweryfikowany w stopniu majora ze starszeństwem z dniem 1 czerwca 1919 i 145. lokatą w korpusie oficerów piechoty. W 1923 roku pełnił służbę na stanowisku szefa Wydziału Ewidencyjnego Oddziału V Personalnego Sztabu Generalnego w Warszawie. 31 marca 1924 został awansowany do stopnia podpułkownika ze starszeństwem z dniem 1 lipca 1923 i 63. lokatą w korpusie oficerów piechoty. 1 listopada 1924 został przeniesiony do macierzystego 14 pp, stacjonującego we Włocławku z równoczesnym odkomenderowaniem na IV Kurs Doszkolenia w Wyższej Szkole Wojennej w Warszawie. 15 października 1925 r., po ukończeniu kursu i otrzymaniu dyplomu oficera Sztabu Generalnego został przydzielony do 21 pułku piechoty w Warszawie na stanowisko zastępcy dowódcy pułku. Z dniem 24 października 1926 został przydzielony do składu osobowego inspektora armii generała dywizji Aleksandra Osińskiego na stanowisko II oficera sztabu. 5 maja 1927 został przeniesiony z GISZ do Oddziału IV Sztabu Generalnego w Warszawie. 20 lutego 1928 otrzymał przeniesienie do 62 pułku piechoty w Bydgoszczy na stanowisko dowódcy pułku. 23 grudnia 1929 otrzymał przeniesienie do Oddziału IV Sztabu Głównego na stanowisko szefa wydziału. Następnie pełnił służbę w Biurze Ogólno – Administracyjnym Ministerstwa Spraw Wojskowych na stanowisku szefa wydziału. Na pułkownika awansował ze starszeństwem z dniem 1 stycznia 1931 i 2. lokatą w korpusie oficerów piechoty. We wrześniu 1935 roku został szefem nowo utworzonego Biura Przemysłu Wojennego Ministerstwa Spraw Wojskowych. Równocześnie pełnił funkcję przewodniczącego Komisji Normalizacyjnej Ministerstwa Spraw Wojskowych. W 1938 przeniesiony został w stan spoczynku i powołany na stanowisko prezesa Spółki z o.o. „Sepewe”. Do 1939 zamieszkiwał przy ulicy Sewerynów 5 w Warszawie.
Po wybuchu II wojny światowej w 1939 zgłosił się do armii, po czym trafił do Francji. Tam pełnił funkcję inspektora Wojska Polskiego w okolicy Paryża. Zmarł 5 lutego 1945 w Paryżu i został pochowany na podparyskim Cmentarzu Montmorency (kwatera H, grób 1554).

## Ordery i odznaczenia
- Krzyż Srebrny Orderu Wojskowego Virtuti Militari (13 kwietnia 1921)[29]
- Krzyż Oficerski Orderu Odrodzenia Polski (2 maja 1923)[30][31][32]
- Krzyż Walecznych (dwukrotnie, po raz pierwszy w 1921)[33]
- Złoty Krzyż Zasługi (19 marca 1935)[34][35]
- Medal Dziesięciolecia Odzyskanej Niepodległości
- Odznaka Pamiątkowa Generalnego Inspektora Sił Zbrojnych (12 maja 1936)
- Order Krzyża Orła III klasy (1936, Estonia)[36]